# Kardos
Kardos é um município da Hungria, situado no condado de Békés. Tem 42,79 km² de área e sua população em 2015 foi estimada em 632 habitantes.